# Gare de Cordoue
La gare de Cordoue (estación de Córdoba en espagnol), anciennement appelée gare centrale de Cordoue (estación de Córdoba-Central), est une gare ferroviaire située dans la ville espagnole de Cordoue, en Andalousie. 
Par ailleurs, la ville de Cordoue dispose de plusieurs autres stations ferroviaires : Rabanales, El Higuerón et Villarrubia. Parmi celles-ci, seule celle de Rabanales est encore en service. Toutefois, la remise en service des deux autres est envisagée avec la possible création du réseau de Cercanías de Cordoue.

## Situation ferroviaire
La gare est un nœud ferroviaire de référence du sud du pays en raison de son trafic élevé et de son emplacement, à la croisée de plusieurs lignes qui la relient à l'ensemble de l'Espagne.

## Histoire
La gare de Cordoue fut construite afin de faciliter l'accès à l'Andalousie par une ligne à grande vitesse. Le projet, envisagé par le gouvernement espagnol dès 1986, avait pour but de mettre en œuvre un nouvel accès ferroviaire à l'Andalousie à écartement international pour permettre une circulation à grande vitesse comme cela existait déjà dans d'autres pays. 
La gare est équipée de quatre voies à écartement international spécial pour les trains à grande vitesse et de quatre voies à écartement ibérique pour les services de Media Distancia et grandes lignes.
Au cours de l'édification de la gare sont apparus divers restes archéologiques, en partie détruits lors des travaux. L'ancienne gare de Cercadilla est depuis désaffectée, et sert de siège à la délégation provinciale de Radio y Televisión de Andalucía.

## Service ferroviaire

### Accueil
La gare accueille un service de voyageurs et de marchandises, elle est située sur la Plaza de las Tres Culturas, et est desservie par la rocade ouest de la ville, ainsi que par de multiples services d'autobus.

### Desserte
La ligne phare de la gare est la LGV Madrid-Séville, qui bifurque à Cordoue en direction de Séville, de Grenade et de Malaga. Elle est également desservie, notamment par la ligne classique Madrid-Andalousie, à partir de Cordoue, cette ligne se scinde en deux segments : d'une part, une ligne Cordoue-Malaga-Algésiras, d'autre part une ligne Cordoue-Séville. À Séville, la ligne se sépare à nouveau pour se diriger vers Cadix ou Huelva.

#### Grandes lignes
| Service                   | Ligne                                                                                       | Caractéristiques                                                               |
| ------------------------- | ------------------------------------------------------------------------------------------- | ------------------------------------------------------------------------------ |
| AVE                       | Séville-Santa Justa - Madrid-Atocha                                                         | via LGV Madrid-Séville                                                         |
| AVE                       | Séville-Santa Justa - Bareclona-Sants / Barcelona-Sagrera Mise en service en 2010 et 2012   | via LGV Madrid-Séville et LGV Madrid-Saragosse-Barcelone                       |
| AVE                       | Malaga-María Zambrano - Madrid-Atocha                                                       | via LGV Madrid-Séville et LGV Cordoue - Malaga                                 |
| AVE                       | Malaga-María Zambrano - Bareclona-Sants / Barcelona-Sagrera Mise en service en 2010 et 2012 | via LGV Cordoue - Malaga, LGV Madrid-Séville et LGV Madrid-Saragosse-Barcelone |
| Altaria                   | Cadix - Madrid-Atocha                                                                       | via LGV Madrid-Séville, après changement d'écartement à Majarabique            |
| Arco García Lorca         | Séville-Santa Justa - Barcelone-Sants                                                       | via Alcázar de San Juan et Valence                                             |
| Trenhotel Antonio Machado | Cadix - Barcelone-Sants                                                                     | via Valence                                                                    |
| Trenhotel Gibralfaro      | Malaga-María Zambrano - Barcelone-Sants                                                     | via Valence                                                                    |

#### Media Distancia Renfe
| Lignes | Trajet                   | Villes desservies |
| ------ | ------------------------ | --- |
| A2     | Séville - Cordoue - Jaén | Séville-Santa Justa - Los Rosales - Lora del Río - Peñaflor - Palma del Río - Posadas - Cordoue-Central - Villa del Río - Andújar - Espeluy - Jaén |
| A4     | Cordoue - Bobadilla      | Cordoue-Central - Montilla - Aguilar de la Frontera - Puente Genil - Casariche - La Roda de Andalucía - Fuente de la Piedra - Bobadilla            |

| Service | Ligne                                                 | Caractéristiques                           |
| ------- | ----------------------------------------------------- | ------------------------------------------ |
| Avant   | Séville-Santa Justa - Cordoue - Malaga-María Zambrano | via LGV Andalousie et LGV Cordoue - Malaga |

## Sources
- (es) Cet article est partiellement ou en totalité issu de l’article de Wikipédia en espagnol intitulé « Estación de Córdoba Central » (voir la liste des auteurs).